# Moritz Landé

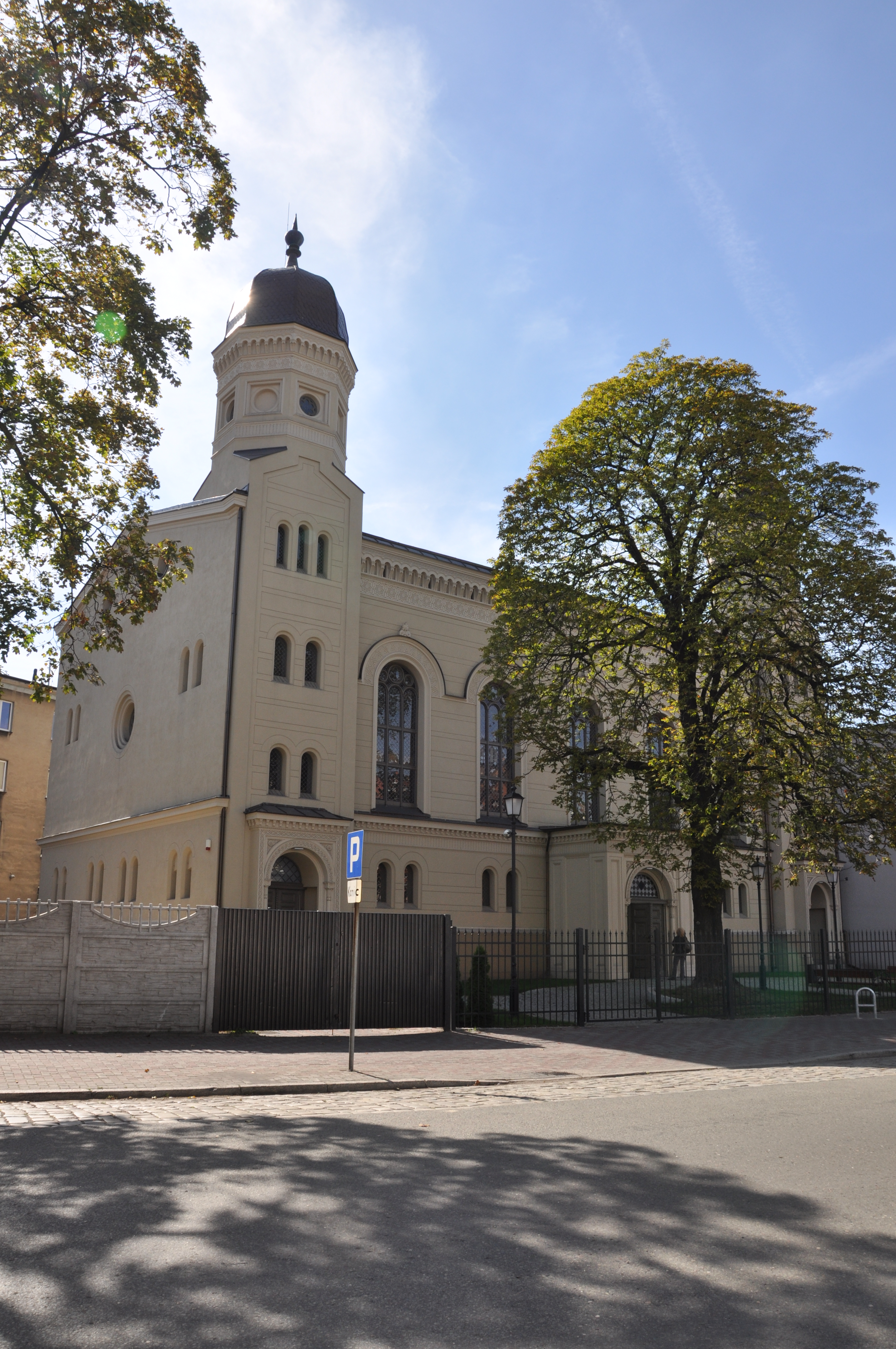
Nowa synagoga w Ostrowie Wielkopolskim fragment

Moritz Landé (ur. 2 marca 1829 w Ostrowie Wielkopolskim, zm. 23 czerwca 1888 w Berlinie) – niemiecki architekt pochodzenia żydowskiego. Budowniczy nowej synagogi w Ostrowie Wielkopolskim (1857–1860).

## Życiorys
Syn Löbela (kupca ostrowskiego) i Blume, starszy brat kupca Josefa. 
Początkowo kształcił się w domu w Ostrowie Wielkopolskim pod okiem prywatnego nauczyciela, następnie kontynuował naukę we Wrocławiu by na koniec trafić do swego stryja Jacoba Landé, który był architektem. W roku 1857 ożenił się z Sophie Block (1835–1913). Z małżeństwa tego urodziło się pięcioro dzieci.
Zaprojektował w stylu mauretańskim i nadzorował prace budowlane przy nowej synagodze w Ostrowie. Kamień węgielny pod budowę wmurowano 7 kwietnia 1857, a budowę synagogi zakończono w 1860.
Po ukończeniu budowy synagogi w Ostrowie Wielkopolskim małżeństwo Moritza i Sophie Landé przeniosło się wraz z dziećmi do Berlina. W Berlinie Moritz zaprojektował najpierw dom dla swojej rodziny przy jednej z głównych ulic w centrum miasta. Ponadto zaprojektował jeden z cmentarzy żydowskich w Berlinie – cmentarz w dzielnicy Weißensee, na którym został pochowany po śmierci i gdzie spoczywa także jego żona Sophie.